# Frekvensbånd
 For alternative betydninger, se Bånd.
Et frekvensbånd (typisk forkortet til bånd) er et større frekvensinterval, som kan indeholde en eller flere radiokanaler. I forbindelse med radar anvendes betegnelsen radarbånd.

## Radiofoni
Eksempler på europæiske frekvensbånd (ITU region 1) inden for radiofoni:
- LF (fra men ikke med 30 – 300 kHz)
  - Langbølgebåndet (153 til 279 kHz)
- MF (fra men ikke med 300 – 3000 kHz)
  - Mellembølgebåndet (520 kHz til 1700 kHz)
- Kortbølgebåndet (1705 kHz til 30 MHz)
  - HF (fra men ikke med 3 MHz – 30 MHz).
- VHF (fra men ikke med 30 MHz – 300 MHz). Omfatter disse frekvensbånd:
  - TV via VHF bånd I (47 MHz – 68 MHz, Kanal 2 – 4).
  - FM via VHF bånd II også kaldet FM-båndet (87,5 MHz – 108 MHz). Dog er Japans FM-bånd på 76 – 95 MHz.
  - TV via VHF bånd III (174 MHz – 230 MHz, Kanal 5 – 12).
    - VHF DAB 11C 220,35 MHz
    - VHF DAB 12C 227,36 MHz
- UHF (fra men ikke med 300 MHz – 3000 MHz). Omfatter disse frekvensbånd:
  - 433,92 MHz ISM-bånd (433,05-434,79 MHz)
  - TV via UHF båndet (470 MHz – 694 MHz, Kanal 21 – 48):
    - TV via UHF bånd IV (470 MHz – 606 MHz, Kanal 21 – 37)
    - TV via UHF bånd V (Fra 2020: 606 MHz – 694 MHz, Kanal 38 – 48)  (mellem 2013-2020: 606 MHz – 790 MHz, Kanal 38 – 60) (Før 2013: 606 MHz – 862 MHz, Kanal 38 – 69)*** UHF IEEE L-bånd DAB 1452–1492 MHz

  - S-båndet 2000 – 3000 MHz
    - 2,4 GHz ISM-bånd (2,4-2,5 GHz)
- SHF (fra men ikke med 3 – 30 GHz)
  - C-båndet 3700 – 4200 MHz
  - Ku1-båndet 10,9 – 11,75 GHz
  - Ku2-båndet 11,75 – 12,5 GHz (DBS)
  - Ku3-båndet 12,5 – 12,75 GHz
  - Ka-båndet 18,0 – 20,0 GHz
- EHF (fra men ikke med 30 – 300 GHz)

## Radarbånd
| Civile radarbånd | Frekvensområde (GHz) |
| ---------------- | -------------------- |
| L-båndet         | 1−2                  |
| S-båndet         | 2−4                  |
| C-båndet         | 4−8                  |
| X-båndet         | 8−12                 |
| Ku-båndet        | 12−18                |
| K-båndet         | 18−27                |
| Ka-båndet        | 27−40                |
| V-båndet         | 40−75                |
| W-båndet         | 75−110               |
| NATO radarbånd   | Frekvensområde (GHz) |
| A-båndet         | 0-0.25               |
| B-båndet         | 0.25-0.50            |
| C-båndet         | 0.50-1.0             |
| D-båndet         | 1-2                  |
| E-båndet         | 2-3                  |
| F-båndet         | 3-4                  |
| G-båndet         | 4-6                  |
| H-båndet         | 6-8                  |
| I-båndet         | 8-10                 |
| J-båndet         | 10-20                |
| K-båndet         | 20-40                |
| L-båndet         | 40-60                |
| M-båndet         | 60-100               |

Radarbånd er en betegnelse for en måde at inddele frekvensområdet fra 1-110 GHz på. Især i amerikansk litteratur støder man ofte på betegnelser som "Ka-band", "Ku-band" og "X-band". Der er en lang historie bag denne nomenklatur.
Den oprindelige bølgelængde for søgeradarer var 23 cm. Dette blev kendt som L-båndet (for Long – engelsk for lang). Da kortere bølgelængder (10 cm) blev introduceret, blev disse kendt, logisk nok, som S-båndet, hvor S stod for Short (kort). Da ildledelsesradarer (3 cm bølgelængde) blev taget i brug, blev de kaldt X-bånd-radarer – fordi "X marks the spot" (X markerer stedet). Det var da håbet, at en mellemliggende bølgelængde ville kombinere begge bånds fordele. Dette var C-båndet (C for Compromise, kompromis).
Da tyskerne besluttede at indføre radarer med kort bølgelængde, valgte de bølgelængden 1,5 cm. Dette blev kendt som K-båndet (K for Kurtz, tysk for kort). Uheldigvis havde tyskerne dermed valgt et frekvensområde hvor elektromagnetisk energi nemt bliver absorberet af vanddamp, så K-båndsradarer var derfor ikke effektive i regn eller tåge. Efter krigen imødegik man dette problem ved at vælge frekvenser umiddelbart over (Ka-båndet for K-above, K-over) eller under (Ku-båndet for K-under).
De allertidligste radarer brugte meterlange bølgelængder. De fik betegnelsen P-båndet for Previous (tidligere).